# Maxomys pagensis
Il ratto spinoso delle Mentawai (Maxomys pagensis  Miller, 1903) è un roditore della famiglia dei Muridi, endemico delle Isole Mentawai.

## Descrizione
Roditore di medie dimensioni, con lunghezza della testa e del corpo tra 170 e 218 mm e la lunghezza della coda tra 163 e 204 mm.

Le parti superiori sono giallo-brunastre, cosparse lungo la schiena di peli spinosi nerastri. Le parti ventrali sono giallo-crema chiaro. I lati delle zampe sono come le parti dorsali. I piedi sono bianchi. La coda nerastra sopra, biancastra inferiormente.

## Biologia

### Comportamento
È una specie terricola.

## Distribuzione e habitat
Questa specie è endemica delle Isole Mentawai: Pagai del nord, Pagai del sud, Sipora, Siberut.
Vive nelle foreste primarie tropicali di pianura.

## Conservazione
La IUCN Red List, considerato l'areale ristretto e il declino del proprio habitat, classifica M.pagensis come specie in pericolo (EN).